# 鬼崎智史
鬼崎 智史（おにざき ともちか、1980年11月9日 - ）は、佐賀県佐賀市出身の元社会人野球の選手（外野手）。かずさマジックに所属していた。実弟は鬼﨑裕司。

## 人物・来歴
佐賀県立佐賀商業高等学校卒業後、九州共立大学へ進学。九州共立大では4番を打ち、大学選手権の出場経験を持つ。
2003年、大学卒業後、同年より広域複合企業チームとして衣替えしたかずさマジックに入団、かずさ1期生となる。同期入部には和田貴範らがいる。入部1年目から俊足・強肩・巧打でレギュラーに定着、たちまち外野の一角を担うこととなる。第74回都市対抗野球大会（2003年）の1回戦、対西濃運輸戦で、中ノ瀬幸泰投手から先頭打者ホームランを放ち、華々しい全国デビューを飾る。
2004年以降、かずさマジックは都市対抗野球大会の出場を逃しているが、2004年にはJFE東日本、2006年にはホンダの補強選手として本大会に出場している。
第16回IBAFインターコンチネンタルカップ日本代表に選出される。鬼崎にとって初の日本代表であるとともに、チームが「かずさマジック」になってから初の代表選手輩出であった。
2011年の都市対抗野球予選敗退をもって現役を引退。現在は所属企業（日鉄ケミカル&マテリアル）で社業に就いている。

## 日本代表キャリア
- 第16回IBAFインターコンチネンタルカップ（2006年）